# Aulocara
Aulocara es un género de saltamontes perteneciente a la subfamilia Gomphocerinae de la familia Acrididae, y está asignado a la tribu Aulocarini. Este género se distribuye en Estados Unidos y México.

## Especies
Las siguientes especies pertenecen al género Aulocara:
- Aulocara brevipenne (Bruner, 1905)
- Aulocara elliotti (Thomas, 1870)
- Aulocara femoratum Scudder, 1899